# En plein air

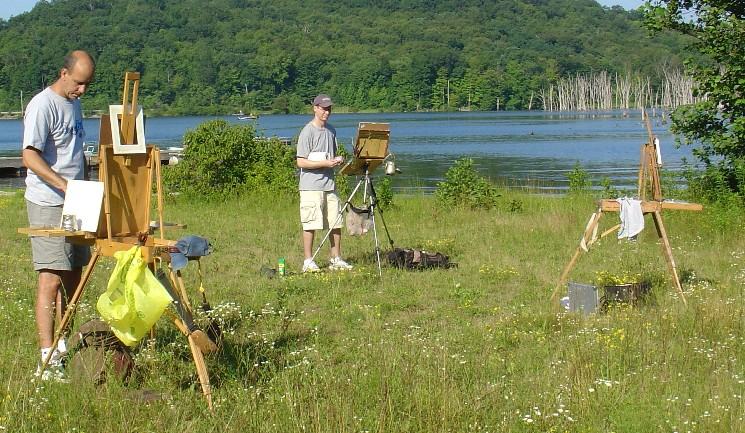
Pintores pintando en plein air.

En plein air é uma expressão francesa que significa ao ar livre. É usada para descrever o ato de pintar ao ar livre propriamente dito e não mais em estúdios. Alfresco é uma expressão inglesa que também possui o mesmo significado que en plein air. Em italiano o termo Alfresco assume outra forma: aria fredda.
A Escola de Barbizon e pintores impressionistas - como Claude Monet, Francesco Filippini, Camille Pissarro, e Pierre-Auguste Renoir - deram grande ênfase à pintura en plein air.